# 마운트데니스역
마운트데니스역(Mount Dennis Station)은 캐나다 온타리오주 토론토에 현재 지어지고 있는 복합환승센터로, 마운트데니스 지역의 에글린턴 애비뉴와 웨스턴 로드에 위치해 있다. 이 역은 토론토 교통국의 5호선 에글린턴 뿐만 아니라, GO 트랜싯의 키치너선과 유니언-피어슨 급행의 환승역이 될 곳으로, 메트로링스가 지정한 대중교통 허브 중 하나이다. 2025년 기준 이 역의 개통일에 대해 알려진 바는 없다.
이 역은 코닥이 1918년부터 2006년까지 카메라 제조 공장으로 쓰던 코닥하이츠 부지에 지어지고 있다. 이 역에서는 지역 명소이자 문화유산인 코닥 빌딩 9을 역 출입구로 개조하게 된다. 역 근처에는 에글린턴 차량기지도 위치하게 된다.

## 역사
2013년 4월 10일, 메트로링스는 마운트데니스역 구조에 대한 디자인 후보 4개를 선정하였다. 네 개 다 4량 경전철 차량을 수용할 수 있는 길이 150미터의 경전철 승강장을 선보이고 있으며 이 중 두 개는 에글린턴 북쪽에 버스 승강장을 지어 230미터의 지하 터널을 통해 연결하는 방안이고, 다른 두 개는 에글린턴 남쪽에 버스 승강장을 지어 260미터의 지하 터널로 연결하는 방안이다.
2016년에 최종 선정된 역 디자인은 역 북쪽에 승강장을 짓는 것으로 가닥을 지었으며 이는 에글린턴을 가로지르는 기존 다리보다 동쪽에 있는 포토그래피 드라이브 다리를 통해 진입할 수 있다. 이 진입로는 새로 리모델링하여 세 번째 출입구가 될 코닥 건물 동쪽을 지날 예정이다.
2016년 2월 19일부터 21일 사이에 에글린턴 애비뉴에 걸쳐있는 포토그래피 드라이브 다리는 경전철 공사를 위해 철거되었다.
2016년 8월, 전 코닥 건물은 공사의 원활한 진행을 위해 60미터가량 이전되었고 2017년 11월 13일, 건물은 새로 지어진 토대에 다시 원상 복귀되었다. 이 역사적인 건물을 보전하길 원하는 지역 주민들의 바람으로 이 역은 마운트데니스역의 출입구 중 하나가 될 예정이다.
2018년 8월, 5호선 에글린턴에 선로 일부가 놓이기 시작하였다. 2019년 8월에는 선로가 역 승강장에서 동쪽으로 차량기지 진입선을 지난 지점까지 놓였지만, 가공 전차선은 아직 설치되지 않았다. 에스컬레이터와 타일은 설치되고 있었고, 코닥 건물에 그려진 그라피티를 제거하고 건물 복원 작업이 한창이었다.
2020년 4분기에 들어서서 경전철은 마운트데니스와 킬스데일역 사이 구간의 시운전을 개시하였다.
2021년 7월부터는 에글린턴 경전철 서부 연장 공사도 착공하였으며, 2025년 4월에는 서부 연장 구간의 마지막 터널 구간인 제인 스트리트에서 마운트데니스역까지 터널 굴착이 시작되었다.

## 역 구조
문화유산 가치가 있는 전 코닥 건물은 역 건물로 리모델링하여 사용될 예정이며 대합실과 공용 화장실은 물론이고 1층과 지하층에 상가가 들어설 예정이다.
마운트데니스역에는 아래와 같은 세 개의 출입구가 설치될 예정이다.
- 정문이자 역 광장은 웨스턴 로드와 GO 트랜싯 키치너 선 선로 사이에 위치할 예정이며 정문에서 전 코닥 건물까지 지하 통로가 설치될 예정이다.
- 두 번째 출입구는 에글린턴 애비뉴 웨스트 북쪽, 철교 동쪽에 지상 출입구로 설치될 예정이다.
- 세 번째 출입구이자 또다른 역 광장은 전 코닥 건물에 자리잡을 예정이다.

또한 마운트데니스 대중교통 허브에는 아래와 같은 시설이 설치될 예정이다.
- 5호선 에글린턴 선은 마운트데니스역에서 종착하고 경전철 회차선이 설치될 예정이다. 경전철 승강장은 유리벽을 통해 자연 채광을 도모할 예정이다.
- GO 트랜싯과 유니언-피어슨 급행은 CN 웨스턴 선을 따라 승강장을 지을 예정이며 지하에 있는 경전철 승강장과 정문, 전 코닥 건물 출입구를 통해 연결될 예정이다.
- 에글린턴 북쪽에 있는 TTC 버스 터미널은 15개의 홈으로 이루어져있으며 전 코닥 건물과 연결될 예정이다. 버스 터미널에는 상점을 위한 전용 공간이 설치될 예정이다.
- 환승객 맞이를 위해 역으로 마중 나오는 사람들을 위해 정차 공간이 설치될 예정이며 네 대의 택시가 정차할 수 있는 택시 승강장도 설치된다.
- 자전거 거치대는 실외에 40대, 실내에 80대가 설치될 예정이며 실내 공간은 정문에 위치해있다.

역 동쪽에는 경전철 노선이 블랙 크리크 드라이브와 블랙 하천을 따른 경사로를 타고 올라간 뒤 킬스데일역 서쪽에 있는 지하 터널로 다시 진입할 예정이다.

## 공공 미술
에글린턴 경전철역의 주요 환승역에 예술 작품이 설치될 예정이며 이에 따라 마운트데니스역에는 다음과 같은 두 작품이 설치될 예정이다. 하나는 해들리와 맥스웰의 《지금까지》 (Up to This Moment)로, 코닥하이츠 건물의 변천사를 담은 사진을 보여주는 동영상이다. 이 사진은 매일 바뀔 예정이며 동영상은 윗층 대합 공간의 동쪽 벽에 설치된다. 이 작품은 에글린턴 애비뉴 남쪽에서 역 유리벽을 통해 볼 수 있다. 두 번째는 사라 퀴너의 무명 작품으로 유리 타일에 디지털 인화한 사진을 콜라주로 꾸민 밝은 색상의 벽화이다. 이 작품은 역 내부의 보행자 통로에 설치될 예정이다.

## 버스 연결편
2023년 11월에 토론토 교통국은 마운트데니스역이 개통하는 대로 이용할 수 있는 버스 노선은 아래와 같다고 발표하였다.
- 27번 제인 사우스(Jane South): 남쪽으로 제인역  방면
- 32번 에글린턴 웨스트(Eglinton West): 서쪽으로 렌포스역   방면
- 34번 에글린턴(Eglinton): 동쪽으로 케네디역     방면
- 35A번 제인(Jane): 북쪽으로 파이어니어빌리지역   방면
- 35B번 제인(Jane): 북쪽으로 헐마 드라이브 경유 뒤 파이어니어빌리지역   방면
- 71번 러니미드(Runnymede): 북쪽으로 인더스트리 스트리트 방면, 남쪽으로 러니미드역  방면
- 73B번 로열요크(Royal York): 남쪽으로 에멧 애비뉴와 라로즈 애비뉴를 경유해 로열요크역  방면
- 89번 웨스턴(Weston): 북쪽으로 알비온 로드 방면, 남쪽으로는 킬역  방면
- 161번 로저스 로드(Rogers Road): 동쪽으로 오싱턴역  방면
- 171번 마운트데니스(Mount Dennis): 북쪽으로 인더스트리 스트리트 방면, 남쪽으로 제인 스트리트 / 얼라이언스 애비뉴 방면
- 901번 공항-에글린턴 급행(Airport-Eglinton Express): 서쪽으로 토론토 피어슨 국제공항   방면
- 989번 웨스턴 급행(Weston Express): 북쪽으로 스틸즈 애비뉴 방면, 남쪽으로 킬역  방면

## 인접 정차역
| 5호선 에글린턴              | 5호선 에글린턴                 | 5호선 에글린턴       |
| --------------------------- | ------------------------------ | -------------------- |
| 시·종착역                   | 5호선 에글린턴 (개통 예정)     | 킬스데일 케네디 방면 |
| CN 웨스턴선                 |                                |                      |
| 웨스턴 키치너 센트럴 방면   | 키치너선 (개통 예정)           | 블루어 유니언 방면   |
| 웨스턴 피어슨 국제공항 방면 | 유니언-피어슨 급행 (개통 예정) | 블루어 유니언 방면   |